# Ophiactis tyleri
Ophiactis tyleri is een slangster uit de familie Ophiactidae.
De wetenschappelijke naam van de soort werd in 2005 gepubliceerd door Sabine Stöhr & M. Segonzac.